# Восточный (Октябрьский район)
В Амурской области в Тындинском районе тоже есть посёлок Восточный.
Восто́чный — посёлок в Октябрьском районе Амурской области России. Административный центр Восточного сельсовета.

## География
Посёлок Восточный — спутник районного центра Октябрьского района села Екатеринославка, примыкает с южной стороны.

## Население
| 2002  | 2010  | 2012  | 2013  | 2014  | 2015  | 2016  |
| ----- | ----- | ----- | ----- | ----- | ----- | ----- |
| 1465  | ↘1411 | ↗1414 | ↘1381 | ↘1330 | ↘1325 | ↘1323 |
| 2017  | 2018  | 2021  |       |       |       |       |
| ↘1299 | ↘1289 | ↗1430 |       |       |       |       |

## Улицы
| - ул. Восточная, - ул. Высокая, - ул. Зерновая, - ул. Линейная, | - ул. Луговая, - ул. Новая, - ул. Переселенческая, - ул. Полевая, | - ул. Релейная, - пер. Садовый, - ул. Спортивная, - ул. Трудовая, | - ул. Широкая, - пер. Школьный, - ул. Юбилейная, - пер. Юбилейный. |